# Kirche Oberkorn

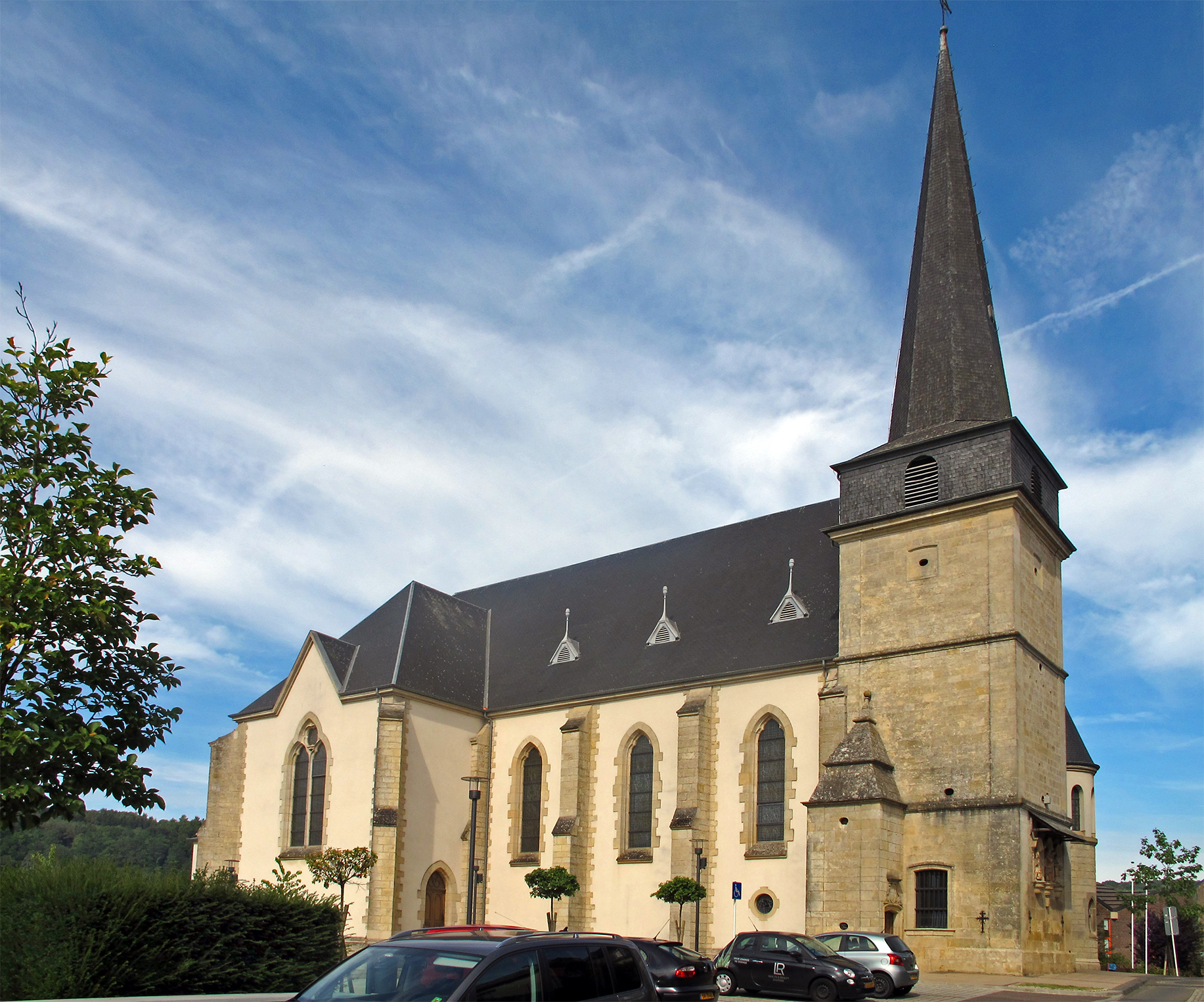

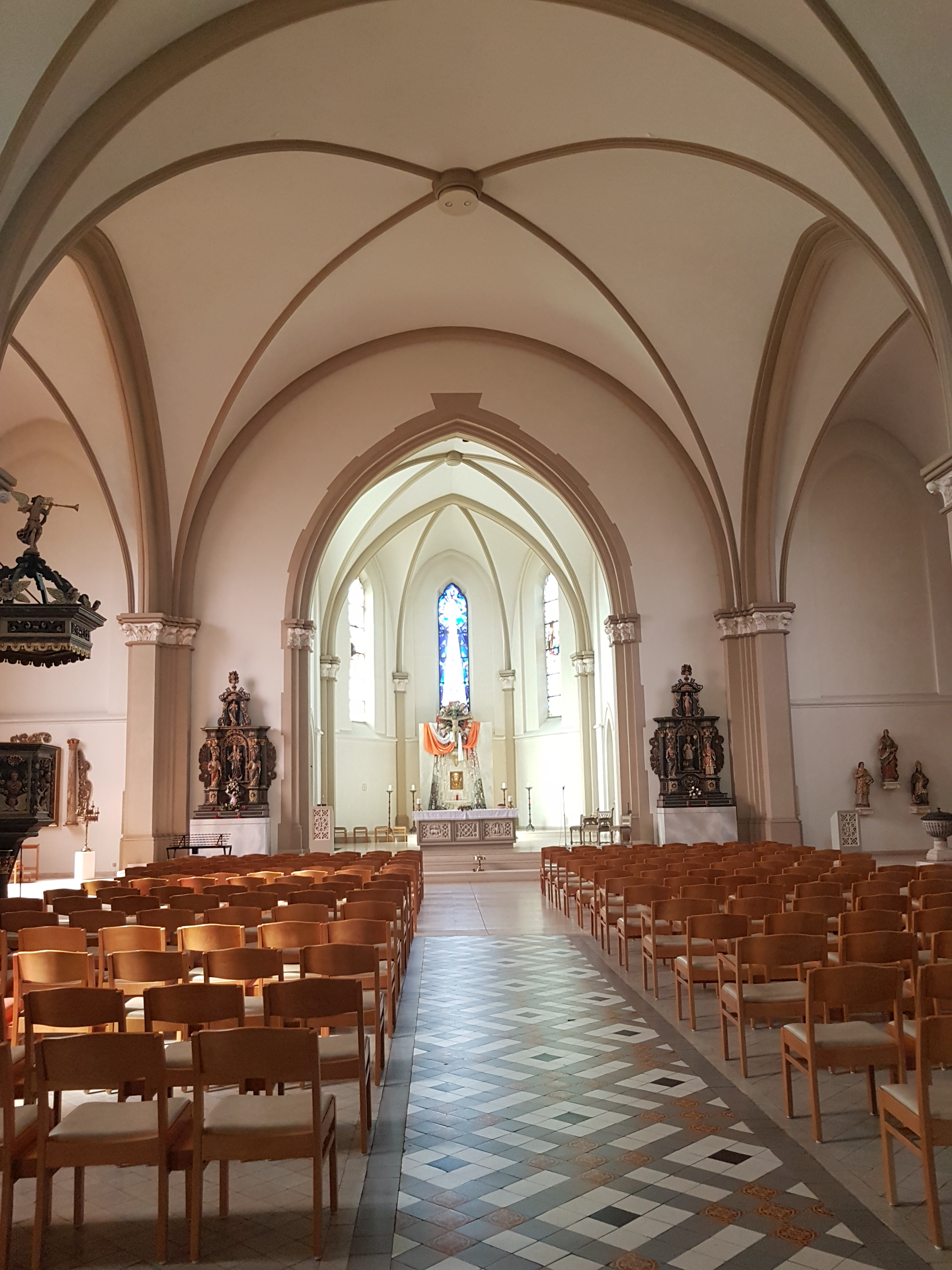
Blick zum Altar

Die römisch-katholische Kirche Oberkorn (auch: St-Stephanus-Kirche bzw. Kirche Saint-Étienne; lux.: Kierch vun Uewerkuer; franz.:  Église Saint-Étienne) in Differdingen, Ortsteil Oberkorn (lux.: Uewerkuer), gehört zur Pfarrei Déifferdeng Saint-François-d’Assise und damit zum Dekanat Esch-sur-Alzette und zum Erzbistum Luxemburg (lux.: Äerzbistum Lëtzebuerg), welches das gesamte Großherzogtum Luxemburg umfasst.
Der Schutzpatron der Kirche ist der heilige Stephanus (lux.: Hellege Stephanus, franz. Namensvariante: Saint Étienne), dessen Fest am 26. Dezember gefeiert wird.

## Geschichte
Die Pfarrei von Oberkorn gehört zu den ältesten Pfarreien in Luxemburg. Es wird davon ausgegangen, dass zumindest zwei Pfarrkirchen bereits hier zuvor bestanden. Der direkte Vorgängerbau, eine barocke Pfarrkirche, wurde 1737 errichtet. Von diesem Vorgängerbau ist der Kirchturm erhalten geblieben.
Erstmals 1803, dann endgültig 1861, wurde von der Pfarrei Oberkorn die Pfarrei Differdingen losgelöst und zu einer eigenständigen Pfarrei.
Die 1911/1912 neu erbaute Kirche Oberkorn wurde am 1. Juli 1912 von Bischof Johannes Joseph Koppes eingeweiht. 1996/1997 wurde die Kirche renoviert. Am 5. November 2002 wurde der Kirchturm in das Inventar der Liste der klassifizierten Denkmäler in Luxemburg aufgenommen.

## Lage
Die Kirche befindet sich an der Kreuzung der Rue Prommenschenkel mit der Rue de Belvaux (N31) auf einem Hügel oberhalb des Ortes Differdingen. Um die Kirche gruppiert sich der Ortsteil Oberkorn. Nördlich, neben der Kirche, befindet sich das Kulturzentrum Marcel Noppeney.

## Gebäude

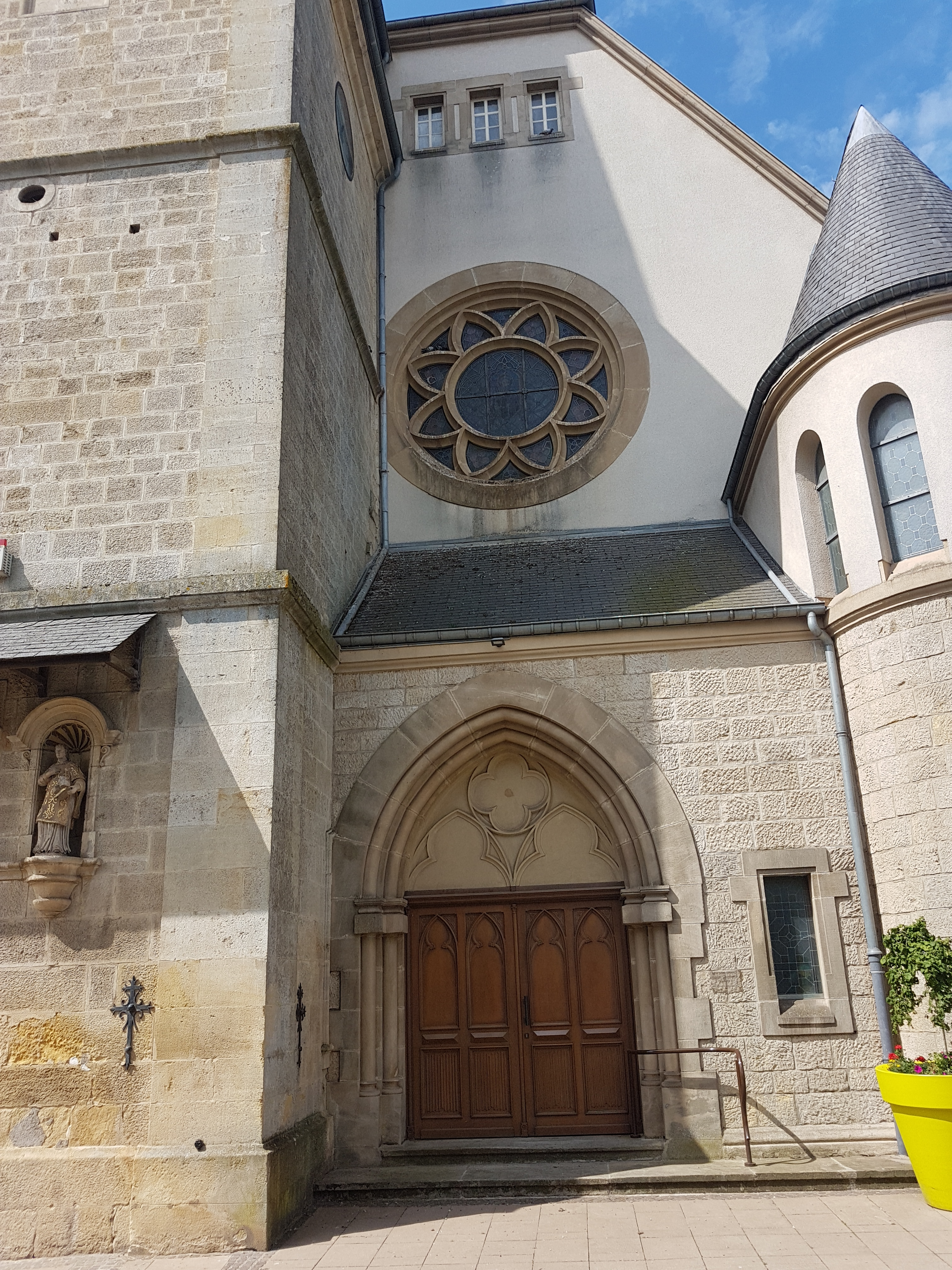

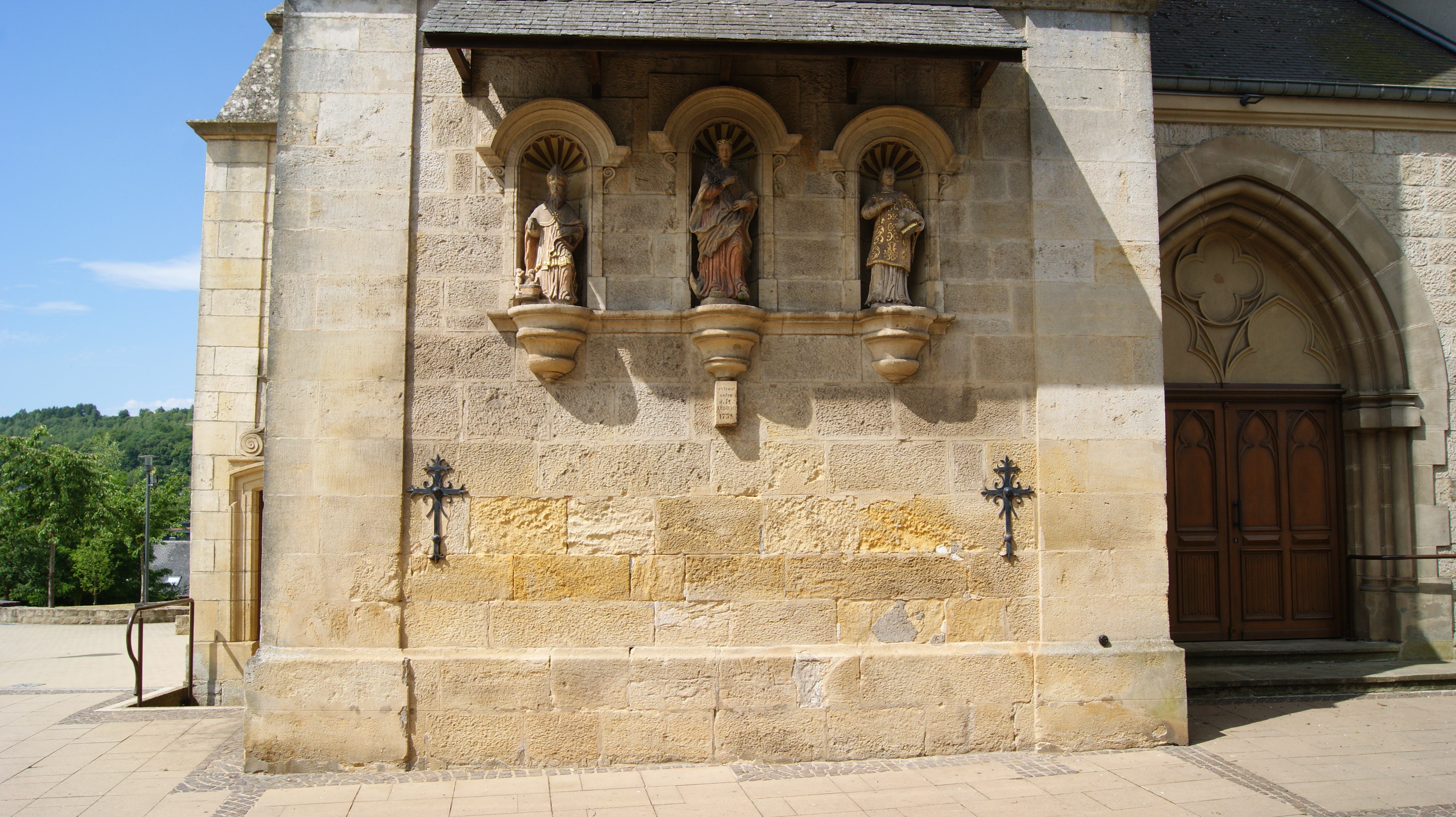

Das Gebäude der heutigen Kirche wurde 1911/1912 in neugotischem Stil errichtet. Das Kirchenschiff hat etwa eine Länge von 44 und eine Breite von 25,40 Meter. Das Gewölbe befindet sich in etwa in 14,20 Metern Höhe.
Das nordöstlich befindliche Haupteingangsportal wird vom Kirchturm und einem runden Torturm flankiert bzw. eingeengt. Über dem Portal befinden sich ein Rundfenster (Rosette) mit einer Darstellung der hl. Caecilia. Außen, in Nischen im Kirchturm befinden sich Kopien von Statuen der Immaculata (unbefleckte Empfängnis Mariens), des hl. Stephanus und des hl. Nikolaus. Die Originale der Statuen befinden sich in der Kirche im Querhaus neben dem rechten Seitenaltar.
Der Chorraum wurde 1997 von Adolphe (Ady) Deville anlässlich der Renovierung der Kirche neu gestaltet. Auf der nunmehrigen Tabernakelsäule befindet sich ein um 1500 entstandenes Kruzifix. Das Bild Christus von Orval hinter der Tabernakelsäule stammt von ihm. Links befindet sich im Chor ein Glasgemälde mit der Darstellung Maria reicht dem hl. Dominikus einen Rosenkranz und rechts mit der Darstellung der Heiligen Familie. Beide Bilder von J. Bradtke (um 1900 entstanden).
Der linke und der rechte Seitenaltar entstammt der Greeff-Werkstätte. Der linke Seitenaltar zeigt eine Statue der Trösterin der Betrübten, des hl. Joachim und der hl. Anna. In der oberen Nische die Immaculata-Statue. Der rechte Seitenaltar weist eine Statue des hl. Nikolaus, des hl. Bartholomäus und des hl. Laurentius auf. In der oberen Nische der auferstandene Christus. Weitere liturgische Einrichtungsgegenstände (z. B. Statuen, Taufbecken, Kanzel etc.) der Kirche stammen ebenfalls aus dem barocken Vorgängerbau. Das Gemälde der Steinigung des hl. Stephanus stammt von J. P. Huttert stammt aus dem Jahr 1737. Links und rechts des Gemäldes befinden sich Teile des Hochaltars des barocken Vorgängerbaus der heutigen Kirche. Im Korpus der Kanzel befinden sich Medaillons mit Darstellungen der vier Evangelisten. Die Kreuzwegstationen stammen aus dem frühen 20. Jahrhundert.

### Glasfenster
Die sechs Glasfenster im Kirchenschiff stammen von Camille Croat und stellen volkstümliche Heilige dar (hl. Barbara, hl. Elisabeth, hl. Irmina, hl. Willibrord, hl. Stephanus, hl. Nikolaus).

### Orgel
Die Orgel wurde 1930 von der Fa. Georges Haupt aus Lintgen hergestellt. Sie ist bis heute weitgehend unverändert erhalten. Einzig 1985 bei einer Renovierung wurde eine elektropneumatische Traktur eingebaut.